# St Johns United Association Football Club
Il  St Johns United A.F.C. è una società calcistica di St John's, Isola di Man. Milita nella Premier League, la massima divisione del campionato nazionale.

## Palmarès

### Campionato
- Division Two champions (1): 2004-05

### Coppe
- Manx FA Cup (2): 1971-72, 1975-76
- Paul Henry Gold Cup (1): 1997-98